# (983) Gunila
(983) Gunila és un asteroide del cinturó principal descobert per l'astrònom Karl W. Reinmuth en 1922 des de l'observatori de Heidelberg-Königstuhl a Heidelberg, Alemanya.
Possiblement va ser nomenat per una noia de l'almanac Lahrer Hinkender Bote, publicat en la ciutat de Lahr, Alemanya.
S'estima que té un diàmetre de 73,87 ± 1,3 km. La seva distància mínima d'intersecció de l'òrbita terrestre és d'1,85349 ua.
Les observacions fotomètriques recollides d'aquest asteroide mostren un període de rotació de 8,37 hores, amb una variació de lluentor de 9,58 de magnitud absoluta.